# Preet Chandi
Harpreet Kaur Chandi (sinh năm 1988 hoặc 1989) là sĩ quan quân y Lục quân Anh và là nhà vật lý trị liệu của Lục Quân Anh. Cô được biết tới là người phụ nữ da màu đầu tiên hoàn thành chuyến thám hiểm một mình tới Nam Cực vào ngày 3 tháng 1 năm 2022.

## Sự nghiệp quân sự
Chandi gia nhập Lục quân Dự bị khi cô 19 tuổi, sau đó cô được gia nhập Lục quân Anh ở tuổi 27. Vào ngày 23 tháng 3 năm 2013, cô được thăng chức hạ sĩ. Chandi đã được phong cấp với tư cách là trung úy trong Quân y Hoàng gia (RAMC). Cô được thăng chức đội trưởng vào ngày 15 tháng 12 năm 2016. 
Chandi được đưa vào Lực lượng Dự bị Lục quân năm 2012 và chính thức gia nhập Lục quân Chính quy năm 2016.

## Thám hiểm
Chandi bắt đầu thực hiện chuyến thám hiểm một mình vào ngày 7 tháng 11 năm 2021, khởi hành từ Cửa biển Hercules của Nam Cực. Cuộc hành trình đến Nam Cực bao gồm việc đi một quãng đường dài 700 dặm (1.100 km). Chandi không phải là người phụ nữ đầu tiên hoàn thành chuyến thám hiểm một mình đến Nam Cực. Người đầu tiên được thực hiện được việc tương tự là Liv Arnesen của Na Uy. Tuy vậy tới năm 1935, người phụ nữ đầu tiên, Caroline Mikkelsen mới đi bộ trên bất kỳ phần nào của lục địa Nam Cực.
Chandi đã hoàn thành hành trình của mình trong vòng 40 ngày, 7 giờ và 3 phút,  qua đó cô trở thành người phụ nữ một mình đến Nam Cực nhanh thứ 3 sau Johanna Davidsson của Thụy Điển và Hannah McKeand của Vương quốc Anh. Felicity Aston là người phụ nữ đầu tiên đi một mình và chỉ sử dụng sức lực để hoàn thành thử thách trượt tuyết trên Nam Cực kéo dài 59 ngày.